# Tratado Chile-Espanha de 1883
O Tratado Chile-Espanha de 1883 (oficialmente Tratado de Paz e Amizade entre a República do Chile e a Espanha) foi um tratado de paz assinado entre o Chile e a Espanha na cidade peruana de Lima, então ocupada pelo Chile. O tratado pôs fim ao estado de guerra que existia entre os dois países desde a guerra hispano–sul-americana.

## Contexto
Em 1867, a Espanha e o Chile chegaram a um acordo preliminar para receber os navios de guerra embargados pelas leis de neutralidade britânicas, o que causou um incidente diplomático entre o Peru e o Chile em 1868.
Em 1871, um armistício foi assinado em Washington, D.C. entre a Espanha e os aliados Peru e Chile. Mais tarde, no início da Guerra do Pacífico, a Espanha assinou os dois tratados em Paris com o Peru (14 de agosto de 1879) e com a Bolívia (21 de agosto de 1879), que encerraram o estado de guerra.
Em 1881, o governo chileno permitiu a chegada de navios mercantes espanhóis aos seus portos em reconhecimento à proteção fornecida pelos mercadores espanhóis às vítimas chilenas da Batalha Naval de Iquique.

## Tratado
Os representantes do tratado foram Jovino Novoa Vidal pelo Chile e Enrique Vallés pela Espanha, que assinaram o tratado na cidade peruana de Lima, durante sua ocupação pelo Chile.
O próprio tratado contém cinco artigos que ditam a paz, revogam o armistício de 1871, ordenam comunicá-lo ao presidente dos Estados Unidos e ordenam a troca das ratificações no prazo de um ano.
O presidente chileno Domingo Santa María o colocou em vigor no Chile em 21 de maio de 1884.